# هومر بروير
هومر بروير (بالإنجليزية: Homer Brewer)‏ هو لاعب كرة قدم أمريكية أمريكي، ولد في 8 نوفمبر 1934 في كولومبوس في الولايات المتحدة.